# Новодубове (Гродненський район)
Новодубове (біл. Новадубавая) — село в складі Гродненського району Гродненської області, Білорусь. Село підпорядковане Індурській сільській раді, розташоване у західній частині області.